# În lumina lunii (film)
În lumina lunii (engleză: Moonlight) este un film dramă american din 2016 scris și regizat de Barry Jenkins după piesa In Moonlight Black Boys Look Blue de Tarell Alvin McCrane. Filmul îi are în rolurile principale pe Trevante Rhodes, André Holland, Janelle Monáe, Ashton Sanders, Jharrel Jerome, Naomie Harris și Mahershala Ali.
Filmată în Miami începând cu anul 2015, pelicula a avut premiera la Festivalul de Film Telluride pe 2 septembrie 2016. Distribuit de A24, filmul a fost lansat în Statele Unite pe 21 octombrie 2016 și a avut încasări de peste 17 milioane de dolari în întreaga lume.
Moonlight s-a bucurat de un succes senzațional în rândul criticilor, fiind considerat unul dintre cele mai bune filme ale anului 2016, dar și unul dintre cele mai bune filme cu tematică LGBT din toate timpurile. La cea de-a 74-a ediție a Globurilor de Aur, filmul a câștigat premiul pentru cel mai bun film – dramă, fiind nominalizat la alte cinci categorii. De asemenea, filmul a primit impresionantul număr de opt nominalizări la Premiile Oscar, inclusiv pentru cel mai bun film, cel mai bun regizor și cel mai bun scenariu adaptat.

## Sinopsis
Chiron (Alex Hibbert) este un copil timid și retras care e poreclit „Piticul” din cauza personalității și staturii sale reduse. Acesta este găsit de Juan (Mahershala Ali), un vânzător de droguri, ascunzându-se de o gașcă de agresori. Acesta îl ia pe micuț la el acasă unde locuiește cu prietena sa Teresa (Janelle Monáe). După ce i se oferă de mâncare și i se permite să stea cu ei peste noapte, Chiron începe să devină ceva mai prietenos și sociabil. A doua zi, Juan îl duce pe Chiron la mama lui abuzivă emoțional, Paula (Naomie Harris).
În adolescență, Chiron (interpretat acum de Ashton Sanders) continuă să fie agresat frecvent de unul dintre colegii lui, Terrel (Patrick Decile), chiar dacă păstrează în continuare o prietenie cu Kevin (interpretat acum de Jharrel Jerome). Paula a devenit între timp o dependentă de droguri care face orice pentru a obține bani de heroină și chiar îl obligă pe Chiron să-i dea banii pe care îi primește de la Teresa.
Devenit acum un adult călit de viață, Chiron (interpretat de Trevante Rhodes) a luat-o pe drumul infracționalității și a ajuns la rândul său un traficant de droguri ce locuiește în afara statului Alabama, fiind cunoscut sub supranumele de „Negrul”. Chiron a ajuns acum să ducă o viață asemănătoare cu cea pe care a trăit-o și Juan, mentorul său. El este sunat insistent de Paula care-i cere să vină în vizită la ea. Într-o noapte, el este sunat și de Kevin (interpretat de André Holland), care-i cere să-l viziteze în Miami.

## Distribuție
- Chiron, protagonistul filmului
  - Trevante Rhodes – adultul Chiron/„Negrul”
  - Ashton Sanders – adolescentul Chiron
  - Alex Hibbert – copilul Chiron/„Piticul”
- Kevin, cel mai apropiat prieten al lui Chiron
  - André Holland – adultul Kevin
  - Jharrel Jerome – adolescentul Kevin
  - Jaden Piner – copilul Kevin
- Janelle Monáe – Teresa
- Naomie Harris – Paula
- Mahershala Ali – Juan
- Patrick Decile – Terrel

## Legături externe
- În lumina lunii la Internet Movie Database